# David Babunski
David Babunski (Szkopje, 1994. március 1. –) macedón válogatott labdarúgó, a skót Dundee United játékosa.

## Pályafutása

### Klubcsapatokban
2006-ban került a La Masiára, majd az utánpótlás-együtteseknél eltöltött évek után 2013-ban mutatkozott be a Barcelona B csapatában. Itt három év alatt összesen 48 bajnokin 1 gólt szerzett.
2016 után Szerbiában, Japánban, majd Romániában játszott. 2021-ben a Viitorul Constanța játékosa volt, ahol 13 román bajnoki mérkőzésen szerepelt.
2021 júliusában a Debreceni VSC-hez igazolt. 2022 szeptemberében a Mezőkövesd szerződtette a DVSC-t elhagyó középpályást.
Az NB I-ben két csapatnál játszott, 68 bajnoki mérkőzésen négy gólt szerzett és hét gólpasszt adott. 2024 júliusában a skót Dundee Unitedhez igazolt 1+1 éves szerződéssel.

### A nemzeti válogatottban
2013 és 2023 között a macedón válogatottban 15 mérkőzésen játszott.

## Statisztika

### A válogatottban
| Macedón válogatott | Macedón válogatott | Macedón válogatott |
| Időszak            | Mérk.              | gól                |
| ------------------ | ------------------ | ------------------ |
| 2013               | 3                  | 0                  |
| 2014               | 3                  | 0                  |
| 2015               | 0                  | 0                  |
| 2016               | 2                  | 0                  |
| 2017               | 1                  | 0                  |
| 2022               | 4                  | 0                  |
| 2023               | 2                  | 0                  |
| Összesen           | 15                 | 0                  |

### Mérkőzései a macedón válogatottban
megjegyzés Az eredmények a macedón válogatott szemszögéből értendők.
| #   | Dátum                | Ellenfél      | Eredmény | Kiírás              | Esemény |
| --- | -------------------- | ------------- | -------- | ------------------- | ------- |
| 1.  | 2013. augusztus 14.  | Bulgária      | 2 – 0    | barátságos mérkőzés | 59'     |
| 2.  | 2013. szeptember 10. | Skócia        | 1 – 2    | Vb-selejtező        | 42'     |
| 3.  | 2013. október 15.    | Szerbia       | 1 – 5    | Vb-selejtező        | 56'     |
| 4.  | 2014. május 26.      | Kamerun       | 0 – 2    | barátságos mérkőzés | 57'     |
| 5.  | 2014. május 30.      | Katar         | 0 – 0    | barátságos mérkőzés | 78'     |
| 6.  | 2014. november 15.   | Szlovákia     | 0 – 2    | Eb-selejtező        | 74'     |
| 7.  | 2016. május 29.      | Azerbajdzsán  | 3 – 1    | barátságos mérkőzés | 60'     |
| 8.  | 2016. június 2.      | Irán          | 1 – 3    | barátságos mérkőzés | 46'     |
| 9.  | 2017. március 24.    | Liechtenstein | 3 – 0    | Vb-selejtező        | 78'     |
| 10. | 2022. június 2.      | Bulgária      | 1 – 1    | Nemzetek Ligája     | 46'     |
| 11. | 2022. június 5.      | Gibraltár     | 2 – 0    | Nemzetek Ligája     | 65' 80' |
| 12. | 2022. június 9.      | Grúzia        | 0 – 3    | Nemzetek Ligája     | 71' 82' |

## Sikerei, díjai
Crvena zvezda:
- Szerb labdarúgó-bajnokság: 2015–16

## Magánélete
Testvére, Dorian a Debreceni VSC labdarúgója. Édesapja, Boban jugoszláv és macedón válogatott labdarúgó és edző.